# Човек од кестена (књига)
Човек од кестена (књига) (дан. Kastanjemanden) је једна од књига данског аутора Серена Свејструпа, објављена 2019. године, популаризована истоименом телевизијском серијом (дан. Kastanjemanden) из 2023. године. Српско издање објавио је Вулкан издаваштво у преводу са енглеског језика Аљоше Молнара. До сада су изашла три издања: 2019., 2021. и 2023. године. 

## О књизи
"Човек од кестена" Серена Свејструпа је напети трилер смештен у мирно предграђе Копенхагена. Радња романа почиње проналаском тела младе жене. Становници овог предграђа сада живе у страху од серијског убицу чији је заштитни знак остављање кестенка, фолклорне данске дечије играчке од плодова кестена спојених шибицама, на местима злочина. 
Књига Човек од кестена је део серијала Тулин и Хес (главни јунаци књиге).

## Радња
Почиње са приказом стравичног убиства породице на фарми, са два преживјела детета, у прошлости.
У садашњости у Копенхагену истражитељка Наја Тулин добија језив случај. За партнера добија исцрпљеног и трауматизованог истражитеља Марка Хеса, који је управо отпуштен из седишта Европола у Хагу. Убрзо откривају да човек са кестеном носи мистериозан траг од девојке за коју се претпоставља да је мртва: кћерке министарке социјалних питања Росе Хартунг, која је нестала годину дана раније. Један човек је признао убиство девојке, а случај је одавно решен. Убрзо након тога, пронађена је убијена још једна жена. Заједно са још једним човеком са кестеном (кестенком) и још једним трагом од девојке. Тулин и Хес осећају везу између случаја министаркине ћерке, убијених жена и убице који шири страх широм земље.

## Награде и признање
Књига „Човек од кестена“ Серена Свејструпа добила је награду за дебитантски рад Данске криминалистичке академије за 2019. годину.
Награда Оди за мистерију једна је од Оди награда коју годишње додељује Удружење аудио издавача (АПА). Она награђује изврсност у нарацији, продукцији и садржају за аудио књигу мистерије објављену у датој години. Додељује се од 1997. године.
Награда Бари (награда за криминалистички роман) је награда за криминалистичку литературу коју додељују сваке године од 1997. године уредници часописа „Deadly Pleasures“, америчког кварталног издања за читаоце криминалистичке фикције. Награда је добила име по Барију Гарднеру, америчком критичару.
Човек од кестена је објављен као ТВ серија на Нетфликсу у септембру 2021. године.

## О писцу
Серен Свејструп је дански писац и сценариста, најпознатији као творац и главни сценариста популарне данско-шведске телевизијске серије Злочин (ТВ серија) (дан. Forbrydelsen) из 2007. године.